# Neo Zone
Neo Zone (también conocido como NCT #127: Neo Zone) es el segundo álbum de estudio en coreano (tercero en total) del grupo NCT 127. Precedido por la publicación del video musical "Dreams Come True" el día de NCT 127, enero 27 (1/27), el álbum de 13 canciones fue lanzado por SM Entertainment y Capitol Music Group el 6 de marzo de 2020. Neo Zone contiene varios géneros musicales, desde hip hop, R&B, funk y electro-pop, lo cual tenía como objetivo ampliar la diversidad musical del grupo.
Varios críticos de música notaron una fuerte influencia del hip hop de los 90s, R&B y la experimentación con varios sonidos. El álbum fue comercialmente exitoso, convirtiéndose en su quinto éxito en la lista de álbumes de Gaon, al tiempo que le otorga al grupo su primera entrada entre los cinco primeros en la lista Billboard 200, con ventas en la primera semana de 87.000 unidades equivalente a álbum. Para abril de 2020, el álbum ya había vendido sobre 805.000 copias en Corea del Sur, convirtiéndose en el primer lanzamiento del grupo en recibir una certificación multiplatino KMCA.
Dos sencillos de Neo Zone serían publicados: incluyendo el prelanzamiento "Dreams Come True", y el sencillo principal "Kick It". Para promover el álbum, el grupo estuvo en programas de música surcoreanos, incluyendo Music Bank, Show! Music Core e Inkigayo, también sería el primer grupo de K-pop en actuar en el programa Houston Livestock Show and Rodeo. El grupo originalmente planeaba embarcarse en su primera gira por Estados Unidos; titulada "Neo City – The Awards" desde el 6 de 2020, pero tuvo que ser cancelada debido a la cuarentena del COVID-19

## Antecedentes y lanzamiento
Después de terminar actividades promocionales en los Estados Unidos a finales de noviembre de 2019, SM Entertainment publicó un video musical para "Dreams Come True" en el canal oficial del grupo, junto con el anuncio para NCT #127: Neo Zone el 27 de enero de 2020. La empresa luego confirmaría que el miembro Jungwoo volvería a participar en las actividades del grupo, ya que estaba en un hiatus desde agosto de 2019. Esto marcaría a Neo Zone como su primer lanzamiento desde We Are Superhuman en mayo del 2019 y su segundo álbum de estudio después de Regular-Irregular y su reedición de finales de 2018.
El 12 de febrero, el grupo lanzaría en todas sus plataformas un video con temática de los años noventa, incluyendo un horario y el anuncio de que Kick It (영웅 / 英雄) sería el sencillo principal del álbum. Luego le siguieron varios videos de pistas que previsualizaban otras canciones del álbum, antes de que el adelanto del video musical de "Kick It" se subiera al canal oficial de SMTown el 3 de marzo de 2020. El álbum finalmente se lanzó tanto física como digitalmente el 6 de marzo de 2020, con dos versiones diferentes N, C y diferentes portadas de álbumes. La versión T se lanzó más tarde, el 20 de marzo de 2020, mientras que la versión Kihno se lanzó el 27 de marzo de 2020. Con la excepción de Interlude: Neo Zone, las canciones restantes del álbum de Neo Zone se subieron completamente al canal oficial del grupo, lo que lo convirtió en el primer lanzamiento del grupo en hacerlo.

## Lista de canciones
| Neo Zone |                         | | |          |  |
| N.º      | Título                  | Letras | Música                                                                                                | Duración |  |
| 1.       | «Elevator (127F)»       | Cheon Song-yi (Joombas) | Sylvester "Sly" Willy Sivertsen, Max "Wolfgang" McElligott y Shae Jacobs                              | 3:29     |  |
| 2.       | «Kick It (영웅 / 英雄)» | Wutan, Rick Bridges y danke (lalala Studio) | Dem Jointz, Mayila Jones, Rodnae "Chikk" Bell, Deez, Ryan S. Jhun y Yoo Young-jin                     | 3:53     |  |
| 3.       | «Boom (꿈)»             | Seo Ji-eum | Kevin White (Rice N' Peas), Mike Woods (Rice N' Peas), Andrew Bazzi (Rice N' Peas) y MZMC             | 3:29     |  |
| 4.       | «Pandora's Box (낮잠)»  | JQ (Makeumine Works), Hyeon Ji-won (Makeumine Works), Kim Hye-ji (Makeumine Works), Taeyong, Mark y Johnny | Erik Lidbom                                                                                           | 4:09     |  |
| 5.       | «Day Dream (白日夢)»    | Hwang Yoo-bin | Ian Jeffrey Thomas (Nopromo Co), Hannah Wilson, Ariowa Irosogie y Andrew Beckner (Nopromo Co)         | 3:25     |  |
| 6.       | «Interlude: Neo Zone»   | | Squar (Blur)                                                                                          | 1:39     |  |
| 7.       | «Mad Dog (뿔)»          | Kim Boo-min, Taeyong y Mark | Hitchhiker, Charles "Chizzy" Stephens III, John Fulford III y Christopher Newland                     | 3:03     |  |
| 8.       | «Sit Down!»             | Hwang Yoo-bin y Tommy Strate | Harvey Mason Jr., Dewain Whitmore, Patrick "J. Que" Smith y Britt Burton                              | 3:20     |  |
| 9.       | «Love Me Now (메아리)»  | Le'mon (Joombas) y Rick Bridges | Mike Daley, Mitchell Owens, Deez y Willbart "Vedo" McCoy III                                          | 4:08     |  |
| 10.      | «Love Song (우산)»      | Seo Ji-eum, Taeyong, Mark y Johnny | The Stereotypes, Deez y Bianca Aterberry                                                              | 3:35     |  |
| 11.      | «White Night (백야)»    | Ji Yu-ri, JQ (Makeumine Works) y Kim Hye-jung (Makeumine Works) | Kenzie, Mason Jr., Randolph, Dewain Whitmore, Ester Na (The Wildcardz) y Sadie Currey (The Wildcardz) | 4:03     |  |
| 12.      | «Not Alone»             | Jo Yoon-kyung | Nicki Adamsson, Michael Matosic y Michelle Elaine Buzz                                                | 3:45     |  |
| 13.      | «Dreams Come True»      | Kim Woo-jung, Lee Chang-hyuk, Jeon Ji-eun (January 8th (lalala Studio)), Hwang Seon-jeong (January 8th (lalala Studio)), Kim Jeong-mi (January 8th (lalala Studio)), Min Yeon-jae (lalala Studio) y Lee Hyo-jae (lalala Studio) | LDN Noise, Deez y Bobii Lewis                                                                         | 3:45     |  |
| 45:46    |                         | | |          |  |